# Campeonato Sul-Americano de Voleibol Feminino Sub-20 de 2010
O Campeonato Sul-Americano de Voleibol Feminino Sub-20 de 2010 foi a 20ª edição do torneio Sul-Americano organizado pela Confederação Sul-americana de Voleibol (CSV).
O torneio contou com a participação de sete equipes e aconteceu de 11  a 15 de outubro, nas cidades de  Envigado e Itagüí, no departamento de Antioquia.
O torneio conferiu duas vagas para o Mundial Juvenil de 2011, feito obtido pelas representações do Brasil,  ao conquistar o décimo sexto título, e do Peru, segundo colocado; e a brasileira  Gabi  de Souza foi premiada como a Melhor Jogadora (MVP).

## Seleções participantes
As seguintes seleções confirmaram participação no Campeonato Sul-Americano Sub-20 de 2010:
| Equipe    | Última participação |
| --------- | ------------------- |
| Colômbia  | (Sede), 5º em 2008  |
| Argentina | 4º em 2008          |
| Brasil    | 1º em 2008          |
| Chile     | 7º em 2008          |
| Equador   | 5º em 1992[DES]     |
| Peru      | 3º em 2008          |
| Uruguai   | 8º em 2008          |
| Venezuela | 2º em 2008          |

Nota
DES ^  Equipe desistiu da participação  do torneio

## Primeira fase
Classificação
- Local:  Polideportivo Sur- Envigado [4]

## Grupo A[5]
|     |           |     | Jogos | Jogos | Jogos | Resultados | Resultados | Resultados | Resultados | Resultados | Resultados | Sets | Sets | Sets  | Pontos | Pontos | Pontos |
| Pos | Equipe    | Pts | T     | V     | D     | 3–0        | 3–1        | 3–2        | 2–3        | 1–3        | 0–3        | V    | P    | R     | V      | P      | R      |
| --- | --------- | --- | ----- | ----- | ----- | ---------- | ---------- | ---------- | ---------- | ---------- | ---------- | ---- | ---- | ----- | ------ | ------ | ------ |
| 1   | Colômbia  | 9   | 3     | 3     | 0     | 2          | 1          | 0          | 0          | 0          | 0          | 9    | 1    | 9,000 | 241    | 187    | 1.289  |
| 2   | Venezuela | 6   | 3     | 2     | 1     | 2          | 0          | 0          | 0          | 1          | 0          | 7    | 3    | 2.333 | 227    | 202    | 1.124  |
| 3   | Chile     | 3   | 3     | 1     | 2     | 1          | 0          | 0          | 0          | 0          | 2          | 3    | 6    | 0.500 | 141    | 186    | 0.758  |
| 4   | Uruguai   | 0   | 3     | 0     | 3     | 0          | 0          | 0          | 0          | 0          | 3          | 0    | 9    | 0,000 | 126    | 175    | 0.720  |

| Data   | Hora  |              | Placar |           | Set 1 | Set 2 | Set 3 | Set 4 | Set 5 | Total | Relatório |
| ------ | ----- | ------------ | ------ | --------- | ----- | ----- | ----- | ----- | ----- | ----- | --------- |
| 11 out | 16:00 | 'Venezuela ' | 3–0    | Chile     | 25–15 | 25–21 | 25–18 |       |       | 75–54 | 75–54     |
| 11 out | 20:00 | 'Colômbia '  | 3–0    | Uruguai   | 25–18 | 25–13 | 25–22 |       |       | 75–53 | 75–53     |
| 12 out | 18:00 | 'Venezuela ' | 3–0    | Uruguai   | 25–19 | 25–18 | 25–20 |       |       | 75–57 | 75–57     |
| 12 out | 20:00 | 'Colômbia '  | 3–0    | Chile     | 25–22 | 25–17 | 25–18 |       |       | 75–57 | 75–57     |
| 13 out | 18:00 | 'Chile '     | 3–0    | Uruguai   | 25–22 | 25–22 | 25–20 |       |       | 75–64 | 75–64     |
| 13 out | 20:00 | 'Colômbia '  | 3–1    | Venezuela | 16–25 | 25–19 | 25–18 | 25–15 |       | 91–77 | 91–77     |

## Grupo B[5]
Classificação
- Local: Coliseo Polideportivo del Complejo de Ditaires- Itagüí [3][4]

|     |           |     | Jogos | Jogos | Jogos | Resultados | Resultados | Resultados | Resultados | Resultados | Resultados | Sets | Sets | Sets  | Pontos | Pontos | Pontos |
| Pos | Equipe    | Pts | T     | V     | D     | 3–0        | 3–1        | 3–2        | 2–3        | 1–3        | 0–3        | V    | P    | R     | V      | P      | R      |
| --- | --------- | --- | ----- | ----- | ----- | ---------- | ---------- | ---------- | ---------- | ---------- | ---------- | ---- | ---- | ----- | ------ | ------ | ------ |
| 1   | Brasil    | 6   | 2     | 2     | 0     | 2          | 0          | 0          | 0          | 0          | 0          | 6    | 0    | MAX   | 150    | 120    | 1.250  |
| 2   | Peru      | 3   | 2     | 1     | 1     | 1          | 0          | 0          | 0          | 0          | 1          | 3    | 3    | 1,000 | 138    | 1386   | 0.100  |
| 3   | Argentina | 0   | 2     | 0     | 2     | 0          | 0          | 0          | 0          | 0          | 2          | 0    | 6    | 0,000 | 120    | 150    | 0.800  |

| Data   | Hora  |           | Placar |           | Set 1 | Set 2 | Set 3 | Set 4 | Set 5 | Total | Relatório |
| ------ | ----- | --------- | ------ | --------- | ----- | ----- | ----- | ----- | ----- | ----- | --------- |
| 11 out | 19:30 | 'Peru '   | 3–0    | Argentina | 25–21 | 25–22 | 25–20 |       |       | 75–63 | 75–63     |
| 12 out | 19:00 | 'Brasil ' | 3–0    | Argentina | 25–22 | 25–17 | 25–18 |       |       | 75–57 | 75–57     |
| 13 out | 19:00 | 'Brasil ' | 3–0    | Peru      | 25–21 | 25–19 | 25–23 |       |       | 75–63 | 75–63     |

## Classificação 5º ao 7º lugares[5]
| Data   | Hora  |              | Placar |         | Set 1 | Set 2 | Set 3 | Set 4 | Set 5 | Total | Relatório |
| ------ | ----- | ------------ | ------ | ------- | ----- | ----- | ----- | ----- | ----- | ----- | --------- |
| 14 out | 15:00 | 'Argentina ' | 3–0    | Uruguai | 25–18 | 25–9  | 25–13 |       |       | 75–40 | 75–40     |

## Semifinais
| Data   | Hora  |           | Placar |           | Set 1 | Set 2 | Set 3 | Set 4 | Set 5 | Total | Relatório |
| ------ | ----- | --------- | ------ | --------- | ----- | ----- | ----- | ----- | ----- | ----- | --------- |
| 14 out | 18:00 | 'Brasil ' | 3–0    | Venezuela | 25–13 | 25–16 | 25–20 |       |       | 75–49 | 75–49     |
| 14 out | 20:00 | Colômbia  | 0–3    | ' Peru'   | 17–25 | 11–25 | 15–25 |       |       | 43–75 | 43–75     |

## Quinto lugar
| Data   | Hora  |              | Placar |       | Set 1 | Set 2 | Set 3 | Set 4 | Set 5 | Total | Relatório |
| ------ | ----- | ------------ | ------ | ----- | ----- | ----- | ----- | ----- | ----- | ----- | --------- |
| 15 out | 18:00 | 'Argentina ' | 3–0    | Chile | 25–18 | 25–20 | 25–11 |       |       | 75–49 | 75–49     |

## Terceiro lugar
| Data   | Hora  |          | Placar |             | Set 1 | Set 2 | Set 3 | Set 4 | Set 5 | Total  | Relatório |
| ------ | ----- | -------- | ------ | ----------- | ----- | ----- | ----- | ----- | ----- | ------ | --------- |
| 15 out | 18:00 | Colômbia | 2–3    | ' Colômbia' | 17–25 | 18–25 | 25–22 | 25–21 | 14–16 | 99–109 | 99–109    |

## Final
| Data   | Hora  |           | Placar |      | Set 1 | Set 2 | Set 3 | Set 4 | Set 5 | Total | Relatório |
| ------ | ----- | --------- | ------ | ---- | ----- | ----- | ----- | ----- | ----- | ----- | --------- |
| 15 out | 20:00 | 'Brasil ' | 3–0    | Peru | 25–15 | 25–13 | 25–14 |       |       | 75–42 | 75–42     |